# Okręty podwodne typu Ferré
Okręty podwodne typu Ferré – peruwiańskie okręty podwodne z początku XX wieku. W latach 1912–1913 we francuskiej stoczni Schneider w Chalon-sur-Saône zbudowano dwie jednostki tego typu, które zostały przyjęte do służby w Marina de Guerra del Perú w latach 1912-1913. Obie jednostki służyły do 1919 roku, kiedy zostały skreślone z listy floty.

## Projekt i budowa
Okręty podwodne typu Ferré zostały zamówione przez peruwiański rząd wskutek działalności francuskiej misji morskiej w tym kraju w latach 1908-1914 . Jednostki zaprojektował inż. Maxime Laubeuf. 
Oba okręty podwodne typu Ferré zostały zbudowane w stoczni Schneider w Chalon-sur-Saône . Jednostki zostały zwodowane w latach 1912-1913 .
| Okręt          | Stocznia  | Wodowanie | Wejście do służby |
| -------------- | --------- | --------- | ----------------- |
| BAP „Ferré”    | Schneider | 1912      | 1912              |
| BAP „Palacios” | Schneider | 1913      | 1913              |

## Dane taktyczno-techniczne
Jednostki typu Ferré były okrętami podwodnymi o długości całkowitej 33,5 metra, szerokości 4,8 metra i zanurzeniu 3,7 metra . Wyporność normalna w położeniu nawodnym wynosiła 300 ton, a w zanurzeniu 400 ton. Okręty napędzane były na powierzchni przez dwa silniki Diesla Schneider-Carels o łącznej mocy 400 KM, a pod wodą poruszały się dzięki dwóm silnikom elektrycznym o łącznej mocy 200 KM . Dwa wały napędowe poruszające dwoma śrubami zapewniały prędkość 13 węzłów na powierzchni i 8 węzłów w zanurzeniu . Zasięg wynosił 2000 Mm przy prędkości 7 węzłów w położeniu nawodnym . Dopuszczalna głębokość zanurzenia wynosiła 30 metrów .
Okręty wyposażone były w cztery dziobowe wyrzutnie torped kalibru 450 mm, z łącznym zapasem 6 torped .
Załoga pojedynczego okrętu składała się z 21 oficerów, podoficerów i marynarzy .

## Służba
BAP „Ferré” wraz z bliźniaczym „Palacios” po ukończeniu zostały przewiezione do Peru w ładowni francuskiego statku SS „Kanguroo”, specjalnie przystosowanego do transportu okrętów podwodnych . Jednostki zostały przyjęte do służby w Marina de Guerra del Perú w latach 1912-1913 . Z powodu niesprawności baterii akumulatorów i braku części zamiennych okręty służyły jedynie do 1919 roku .